# Angraecum gracile
Angraecum gracile är en orkidéart som beskrevs av Louis Marie Aubert Du Petit-Thouars. Angraecum gracile ingår i släktet Angraecum och familjen orkidéer.
Artens utbredningsområde är Mauritius. Inga underarter finns listade i Catalogue of Life.